# Empire Earth
Empire Earth est un jeu de stratégie en temps réel édité par Sierra Entertainment et développé par Stainless Steel Studios, sorti en 2001 sur PC. Jouable en solo ou en multijoueur, il permet de livrer des batailles en temps réel, mettant en scène différentes époques de l'humanité, de la Préhistoire au futur.
Le jeu propose de livrer des combats fictifs et aléatoires, mais aussi des batailles historiques au travers de quatre campagnes, qui mettent notamment en scène les deux guerres mondiales et la guerre de Cent Ans.
Apprécié par la critique, le jeu a connu une extension : Empire Earth: The Art of Conquest, qui ajoute notamment une ère spatiale. Il a connu deux suites, ayant moins de succès. Empire Earth a également été comparé à Age of Empires.

## Description et fonctionnement

### Modes de jeu
Empire Earth propose plusieurs modes de jeu : le mode « campagne », qui propose quatre campagnes différentes, le mode « carte aléatoire » propose de jouer sur une carte préconçue, à partir d'une époque donnée, selon des paramètres choisis par le joueur (nombre d'ennemis, ressources de départ, difficulté), et le mode d'apprentissage, qui permet d'apprendre les mécanismes du jeu dans une campagne reprenant l'histoire des Phéniciens et de l'Empire byzantin.
Le jeu propose également un éditeur de scénario et de campagne avec lequel ont été créés les scénarios des campagnes du jeu, qui sont de fait modifiables. L'éditeur se fonde sur un système de déclencheurs qui permet de créer des batailles avec des événements spéciaux et même des cinématiques.

### Principe du jeu

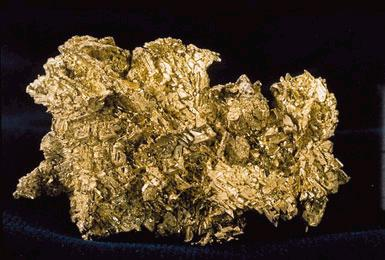
L'or est l'une des ressources de base du jeu.

Dans Empire Earth, le joueur doit, soit détruire tous les bâtiments et unités ennemis (cas d'une bataille aléatoire), soit atteindre des objectifs donnés (campagnes et scénarios personnalisés).
Pour ce faire, le joueur dispose d'une base représentée par un bâtiment : le capitole, et d'unités chargées de construire des structures et récolter des ressources, les citoyens. Grâce à des bâtiments variant selon les époques, le joueur peut recruter des unités militaires et les améliorer.

#### Économie
Les ressources naturelles utilisées dans le jeu sont la nourriture (chasse, pêche, cueillette et agriculture), le bois, la pierre, l'or et le fer. Les gisements ont une capacité quasi-illimitée (sauf les produits de la chasse, de la pêche et de la cueillette ainsi que les arbres). L'IA dispose de ressources illimitées sans égard à l'exploitation que font ses citoyens. Chaque citoyen chargé d'exploiter une ressource en récolte 15 unités et les apporte au comptoir/hôtel de ville/capitole le plus proche. Le joueur peut cependant lui demander de rapporter les ressources plus tôt en cas d'urgence. Néanmoins, les concepteurs ont voulu simplifier les aspects économiques du jeu, afin que le joueur n'ait pas à s'en occuper sans cesse une fois celle-ci mise en route.
Reprenant une notion maintenant bien établie dans les jeux de stratégie, Empire Earth permet les échanges commerciaux par tributs. Ainsi, dans certains scénarios, il est nécessaire d'envoyer une certaine quantité de ressources à un adversaire.

#### Ères
Empire Earth recouvre quatorze ères au total. Le joueur change d'ère en engrangeant un certain nombre de ressources et en lançant la recherche de l'ère suivante dans l'un de ses capitoles, après avoir construit un certain nombre de bâtiments. Les quatorze ères sont la Préhistoire, l'âge de pierre, l'âge du cuivre, l'âge du bronze, le Bas Empire, le Moyen Âge, la Renaissance, l'ère des empires, l'ère industrielle, l'ère atomique - Grande Guerre, l'ère atomique - Seconde Guerre mondiale, l'ère atomique - Moderne, l'ère numérique et le Nano âge, ces deux dernières représentant le futur.
Changer d'ère donne accès à de nouvelles technologies qui permettent de rendre la récolte des ressources plus rapide, ainsi que d'améliorer la résistance des bâtiments et les capacités de certaines unités. De même, les unités évoluent avec le temps : l'avènement des archers et unités navales à l'âge de pierre et la cavalerie à l'âge du cuivre, l'âge du bronze voit la naissance des armes de siège, la Renaissance fait apparaître la poudre à canon, l'ère des empires marque le retrait des archers, la Première Guerre mondiale marque les débuts de l'aviation, des chars et des sous-marins, ainsi que le retrait de la cavalerie, et l'ère numérique est celle des robots.

#### Armée

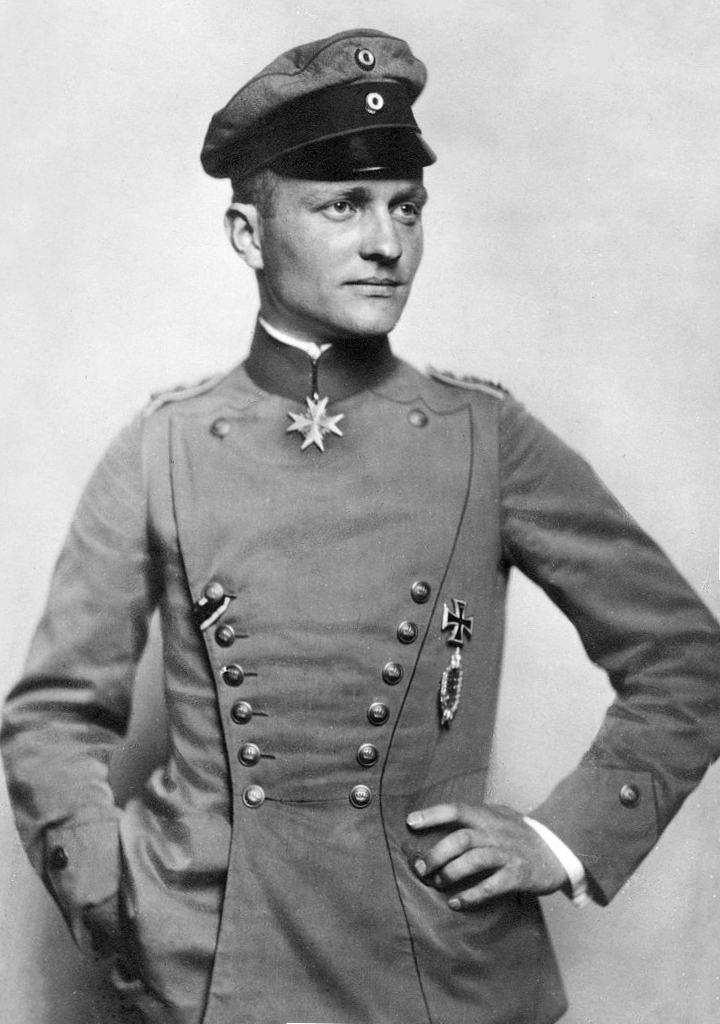
Manfred von Richthofen est l'un des héros du jeu.

Le jeu couvrant toute l'histoire du monde, les troupes évoluent radicalement. Les premières ères voient s'affronter des unités aux armes de corps à corps (gourdins, masses, épées), des unités aux armes perçantes (lances) et des archers (toutes pouvant être fantassins ou cavaliers) : chaque groupe a une faiblesse face à l'un des autres, et inflige plus de dégâts au troisième. L'arrivée de l'arme à feu modifie cependant fortement cet état de fait. De même, la cavalerie est progressivement supplantée par les véhicules motorisés.
La marine n'est pas en reste. Les premières ères présentent des flottes fonctionnant comme l'infanterie primitive, par groupe de trois : les vaisseaux de ligne, frégates et galères. Par la suite entrent en compte sous-marins, cuirassés (amélioration du vaisseau de ligne à partir de l'ère atomique), porte-avions et croiseurs (navires anti-aériens).
De fait, les unités de vol sont également présentes : chasseur-bombardiers, chasseurs, bombardiers et bombardiers atomiques sont limités par un temps de vol à la fin duquel ils sont forcés de rentrer dans un aéroport. Des hélicoptères sont également disponibles, pour le transport et le combat.
Le jeu comporte enfin plusieurs héros, divisés en deux catégories : stratèges et guerriers. Les héros stratèges, comme Alexandre le Grand et Guillaume le Conquérant, sont faibles au combat mais disposent d'un cri de guerre capable de démoraliser l'armée ennemie pour un court moment, et sont également capables de soigner leurs unités. Les guerriers, comme Jules César et Manfred von Richthofen, sont quant à eux plus puissants et remontent le moral des troupes.

### Graphismes
Le jeu, tout en 3D, a une interface graphique et visuelle plutôt simple et efficace, et possède de nombreux effets de lumière (explosions, reflets de l'eau, etc.). Un zoom est possible pendant le jeu, rendant la vue pratiquement subjective. La rotation est cependant impossible, à l'exception des mouvements de caméra préprogrammés dans les scénarios et les campagnes. Le cycle jour-nuit ainsi que la pluie et la neige sont présents uniquement dans certains scénarios durant la campagne ; il en est néanmoins possible de les ajouter dans l'éditeur de scénario.

## Campagnes
Empire Earth propose quatre campagnes : la grecque, l'anglaise, l'allemande et la russe.

### Campagne grecque
La campagne grecque revisite l'histoire de la Grèce antique. Le premier scénario met en scène l'émigration de peuples d'Anatolie vers la Thessalie. Le deuxième épisode illustre la colonisation du plateau d'Argos par Pélops et ses fils, et leur lutte contre les Achéens et les Messéniens. Le scénario suivant est la guerre de Troie, inspirée par l'Iliade. Le quatrième épisode met en scène les débuts d'Athènes sous la houlette du légendaire Thésée, et le cinquième permet de revivre la guerre du Péloponnèse aux côtés de Périclès. Les trois derniers scénarios mettent en scène les conquêtes d'Alexandre le Grand : tout d'abord sa prise de pouvoir et les enseignements d'Aristote, puis la lutte contre les Perses et la conquête de Tyr, et enfin la marche sur Persépolis et la bataille de Gaugamèles.

### Campagne anglaise

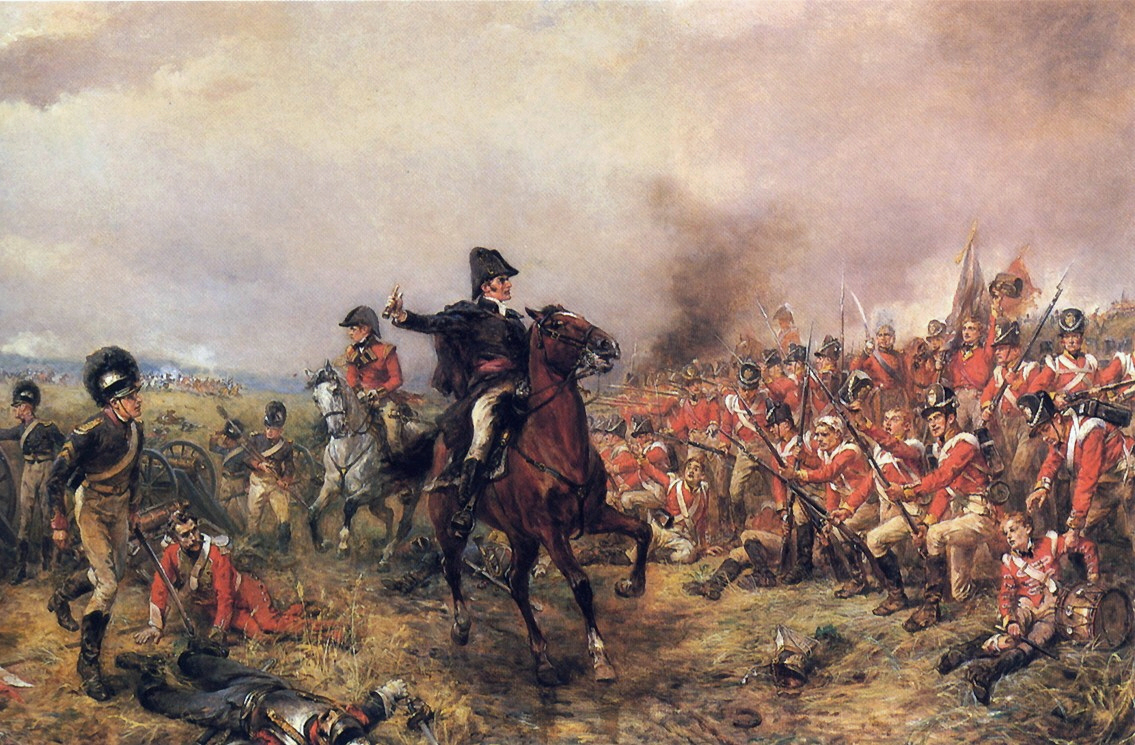
La bataille de Waterloo clôt la campagne anglaise.

La campagne anglaise s'étend du Moyen Âge à la bataille de Waterloo. Le premier scénario relate les luttes de Guillaume le Conquérant pour reprendre le duché de Normandie. Le second met en scène la bataille du Val-ès-Dunes menée par Guillaume aux côtés d'Henri Ier de France, et le troisième la bataille d'Hastings. Les deux épisodes suivants illustrent les expéditions du Prince Noir en Normandie et dans le Sud de la France, s'achevant sur la bataille de Poitiers. Le sixième scénario s'inspire de la pièce Henry V de William Shakespeare et raconte la lutte du roi Henri V d'Angleterre contre les hérétiques Lollards puis contre la France avec la bataille d'Azincourt. Enfin, les septième et huitième épisodes mettent en scène les guerres napoléoniennes, avec la reconquête de la péninsule Ibérique par le duc de Wellington, puis la bataille de Waterloo.

### Campagne allemande

La campagne allemande met en scène l'opération « Otarie ».

La campagne allemande raconte les deux guerres mondiales en sept épisodes. Le premier raconte comment, en 1915, Manfred von Richthofen et son pilote se sont retrouvés coincés derrière le front russe et ont tenté de regagner l'armée allemande. Le deuxième met en scène la bataille du Jutland, et le troisième la bataille de Verdun autour des forts de Vaux, Douaumont et Souville. Le quatrième met en scène l'offensive allemande de la dernière chance, en 1918, sur la vallée de la Somme près de Saint-Quentin.
Le cinquième épisode relate la Blitzkrieg et demande au joueur d'envahir la Pologne, Danemark/Norvège et France/Benelux en un temps limité. L'épisode suivant met en scène la lutte contre la marine britannique, avec la présence du cuirassé allemand Bismarck. Enfin, le dernier épisode est fictionnel et retrace l'invasion de l'Angleterre au cours de l'opération « Otarie ».

### Campagne russe
La campagne russe met en scène un futur fictif débutant en 2018. Le premier épisode présente Grigor Stoyanovitch, candidat nationaliste malheureux aux précédentes élections, devenu paria. Après sa fuite jusqu'à Volgograd, il doit rassembler des alliés et marcher sur la ville de Voronej pour s'imposer en Russie. Dans le deuxième scénario, Grigor a pris le pouvoir et a fondé l'État de Novaya Russia (la « Nouvelle-Russie »). Il doit désormais s'imposer en Europe en affrontant le Danemark, la Norvège et l'Ukraine en même temps qu'une rébellion. Au cours de la campagne, les Russes capturent un scientifique qui met à leur disposition un robot qui devient le garde du corps de Stoyanovitch. Dans le troisième niveau, Grigor est âgé et pense à sa succession. Il présente au peuple son successeur : son robot rebaptisé Grigor II. Les généraux de Grigor II, qui pensaient pouvoir prendre le pouvoir, fomentent un coup d'État. Grigor, Grigor II et le fidèle major Molotov doivent chercher les troupes restées fidèles et écraser le soulèvement. Peu après la victoire, Grigor succombe à une crise cardiaque.
Le quatrième épisode met en scène la campagne de Grigor II en Chine, qui se fait sans hommes ni véhicules (à l'exception de Molotov, seul combattant humain de la mission), seuls les robots menant l'expédition. Au cours de la campagne, il apparaît que les Chinois construisent une machine temporelle que Molotov détruit, au prix de terribles blessures. Grigor II le fait donc remettre sur pied en faisant de lui un cyborg. Le scénario suivant est l'attaque de Cuba par la Russie, dans l'optique d'une invasion des États-Unis. À la suite de la conquête de l'île, Molotov se rend compte que le robot est devenu un fou sanguinaire, et demande l'aide d'une Américaine, Molly Ryan. Tous deux décident de construire une machine temporelle à l'image de la machine chinoise, pour persuader Grigor de ne pas donner un tel tour à l'histoire de Novaya Russia. Le sixième scénario présente donc ce retour dans le temps, sur une carte proche du premier niveau. Molotov et Ryan doivent défendre Voronej face à Grigor, aidé de Grigor II venu du futur avec ses armées. Finalement, les héros se rendent compte que Grigor, le dictateur charismatique jadis connu par Molotov, n'a en réalité pas plus de cœur que son robot de successeur, et décident de le tuer dans l'espoir de créer un futur meilleur.

## Développement
Le développement a été annoncé pour la première fois le 31 mars 2000 par Stainless Steel Studios, dont c'est le premier jeu. Celui-ci était encore assez éloigné du résultat final et ne devait alors proposer que douze époques (contre quatorze finalement). La sortie était annoncée pour la mi-2001. Le 29 novembre, l'équipe de développement voit l'arrivée d'un nouveau membre âgé de 16 ans, chargé de la conception de la campagne britannique. Les grandes lignes du jeu : héros, amélioration des unités, économie entre autres sont révélées par Rick Goodman (chef concepteur) et Stefan Arnold (concepteur et auteur), lors d'une interview le 12 décembre 2000.
En janvier 2001, l'équipe est rejointe par Damon « Stratus » Gauthier, joueur expérimenté de StarCraft, pour rééquilibrer le mode multijoueur du jeu. Après des apparitions au salon de l'E3 en 2000 et 2001, Empire Earth est entré en phase de beta test à l'échelle mondiale en août 2001.
Empire Earth est proposé à l'essai par une quarantaine de salles de jeu en réseau françaises du 10 octobre au 10 novembre 2001. Le jeu sort le 12 novembre en Amérique du Nord, le 23 dans la plupart des pays d'Europe, et le 30 novembre en France. Il arrive finalement au Japon le 12 avril 2002.

## Accueil et postérité

### Accueil
| Empire Earth          |      |       |
| Média                 | Pays | Notes |
| Computer Gaming World | US   | 4/5   |
| GameSpot              | US   | 79 %  |
| Gamekult              | FR   | 8/10  |
| Gen4                  | FR   | 17/20 |
| IGN                   | US   | 85 %  |
| Jeuxvideo.com         | FR   | 16/20 |
| Joystick              | FR   | 85 %  |
| PC Gamer UK           | GB   | 88 %  |
| PC Zone               | GB   | 80 %  |
| Compilations de notes |      |       |
| Metacritic            | US   | 81 %  |

Empire Earth a reçu un bon accueil critique avec un score de plus de 80 % sur GameRankings et Metacritic,. Son concept inspiré d'Age of Empires II et de Civilization a en effet séduit la critique, bien que des points négatifs aient été notés. En effet, les graphismes et l'environnement sonore du jeu ont été critiqués, mais le testeur de GameSpot a noté que ce défaut ne gênerait pas outre mesure ceux qui apprécient ce genre de jeu, car ils seraient trop pris par le jeu pour se soucier des détails. L'une des plus mauvaises notes du jeu est de 60 %, par le Computer Games Magazine, qui le compare à une compilation de hits : « c'est sûr, on les a entendu des millions de fois, mais c'est que du bon, et c'est sympa de tous les avoir au même endroit ». Malgré ces quelques critiques, Empire Earth a reçu le titre de « Game of the Year » par le site GameSpy pour l'année 2001.
Les ventes se sont révélées bonnes et avaient dépassé le million d'exemplaires six mois après la sortie du jeu. Une réédition est sortie en mai 2003, nommée Empire Earth Gold Edition, comprenant le jeu, son extension, différents manuels et le guide stratégique officiel du jeu.

### Postérité
Empire Earth s'est vu accorder une extension, Empire Earth: The Art of Conquest. Annoncée au mois de mai 2002, elle est sortie en octobre. Elle ajoute une nouvelle ère (l'âge spatial), deux nouvelle civilisations (la Corée et le Japon), la possibilité de jouer sur Mars et dans l'espace, trois campagnes (l'histoire de Rome, la Seconde Guerre mondiale dans le Pacifique et la conquête de Mars par la FURA) ainsi que des graphismes améliorés et de nouvelles unités.
Deux autres jeux estampillés Empire Earth ont également vu le jour : Empire Earth II en 2005, et Empire Earth III en 2007,. Cependant, si le deuxième opus a été considéré par la critique comme honorable, le troisième a été assez peu apprécié, obtenant un score de 50 % sur Metacritic.

## Évolution de la communauté et correctifs non officiels

### Communauté
Le jeu a rapidement attiré une communauté, au début des années 2000, la majorité était rassemblée sur des forums tels que Heaven Games.
La communauté a rapidement diminué, notamment parce qu'avec le temps, le genre RTS n'était plus populaire auprès des joueurs. De plus, le jeu avait des graphismes qui sont rapidement devenus obsolètes pour les nouveaux joueurs, et la très mauvaise rétrocompatibilité du jeu a également beaucoup contribué à empêcher les nouveaux joueurs de le découvrir au fil du temps. La communauté a été maintenue en partie par le partage de scénarios personnalisés et par de diverses créations comme des textures et des modèles 3D, mais surtout par des projets qui ont permis au jeu d'évoluer au fil du temps.

### Limitations techniques
Empire Earth a été développé avec DirectX 7 pour Windows 95 et 98. La plupart des cartes graphiques modernes ne supportent pas ou très mal cette version de DirectX, ce qui empêche les nouveaux joueurs de découvrir le jeu.
Le 3 novembre 2008, les serveurs multijoueurs WON du jeu ont été fermés.

### Corrections non officielles
Face à cet effondrement rapide, la communauté save-ee a réagi en créant en 2009 un client qui permet via une connexion VPN de jouer en ligne.
Le 29 novembre 2013 un nouveau serveur voit le jour, NeoEE un projet qui récupère 100% des fonctionnalités du lobby original.
Le 16 août 2017 un membre de la communauté publie dreXmod dll un patch qui permet de modifier les paramètres de la caméra du jeu qui n'est plus adaptée aux écrans modernes (puis version 2.0 le 28 février 2018).
Le 22 août 2019, un projet est lancé, le projet Reborn qui vise à créer un modpack complet pour Empire Earth afin de proposer une nouvelle expérience. Ce projet bénéficie d'une telle attention de la part des joueurs que sa communauté est désormais la plus importante et la plus active du jeu et est réunie sur un Discord spécifique au projet.
Le 16 février 2022, la communauté Reborn a publié un installateur communautaire (également appelé "Community Setup") pour installer le jeu avec des corrections de compatibilité, cet installateur est disponible en deux versions, l'une pour installer le jeu original et l'autre pour installer NeoEE, il est également considéré comme le successeur de l'installateur officiel de NeoEE (et le remplacera officiellement le 13 mars 2022), de plus l'installateur permet le téléchargement automatique du jeu en 11 langues (dont certaines étaient considérées comme presque perdues), inclut dreXmod 2 et du contenu remasterisé. Le même jour, le site de la communauté Empire Earth a été rendu public ainsi qu'une préversion de Reborn dll qui est une réimplémentation partielle open source de dreXmod 2.
Dans la soirée du 24-25 décembre, la mise à jour de Décembre 2022 a été publiée pour Noël. Cette mise à jour inclut des changements majeurs tels qu'une mise à jour de dreXmod 2.01 à dreXmod 3 : cela inclut l'ajout d'un système de classement dans le lobby multijoueur NeoEE, une amélioration visuelle du lobby et un meilleur support de la résolution du jeu pour les écrans modernes. Cette mise à jour inclut également le support ARM/ARM64 pour l'installateur communautaire et délivre la dll Empire Earth Stats qui permet de faire des statistiques sur l'utilisation et les performances du jeu, et enfin elle inclut une nouvelle page d'aide pour NeoEE afin de faciliter l'intégration des nouveaux joueurs. L'ensemble du contenu de cette mise à jour est disponible avec la version 1.0.4.0 de l'installateur communautaire. Cette mise à jour est assez importante pour la communauté car elle apporte du nouveau contenu et est le résultat d'une collaboration entre différents membres de la communauté qui ont longtemps travaillé séparément (les devs de NeoEE, dreXmod et Reborn). Cette mise à jour était également l'occasion de mettre en avant l'identité de la communauté Empire Earth créée au moment de la sortie du site communautaire et de la première version de l'installateur communautaire. Permettant de poursuivre la volonté de la communauté de s'unir et d'assembler leurs efforts pour tenter d'augmenter le nombre de joueurs plutôt que d'essayer de garder ceux existants.